# Займищенский мост
Займищенский мост (тат. Займище күпере) — автодорожный мост через Волгу, расположенный у казанского городского посёлка Займище (левый берег) и села Набережные Моркваши (правый).
Находится на 1295,4 км от Московского Южного порта, в 12 км ниже железнодорожного моста, в 15 км выше казанского порта, на 777 км автодороги М7 «Волга».
Построен Мостоотрядом № 3 Волгомоста в 1981-89 годах.

## История
Строительство началось в 1981 году. Первая очередь включала сам мостовой переход и участки будущей трассы М-7 — до Волги — путепровод к Ульяновску и развязка у Набережных Морквашей, и за Волгой — мост через железную дорогу в Займище и развязку в Залесном.
Изначально планировалось строительство моста в Зеленодольске, за железнодорожным мостом. Однако первый секретарь обкома Татарстана в то время Ф. Табеев пролоббировал строительство моста ближе к Казани. Одновременно с мостовым переходом стали строить и объездную дорогу, причём проектировалась она по одной полосе в каждом направлении. Но группа строителей во главе с Татьяной Зеленкиной заменила бетонные плиты, которыми хотели укрепить откосы насыпи, пляжным откосом с уклоном 1/20. Это значительно удешевило строительство, что позволило построить объездную дорогу по две полосы в каждом направлении с разделительной полосой
В 2011 году на мосту менялось асфальтовое покрытие, при этом движение автотранспорта не прекращалось. Очередной ремонт моста выполнен в период с апреля 2016 года по 20 сентября 2017 года.